# Himalochrysa bhandarensis
Himalochrysa bhandarensis är en insektsart som först beskrevs av Hölzel 1973.  Himalochrysa bhandarensis ingår i släktet Himalochrysa och familjen guldögonsländor. Inga underarter finns listade i Catalogue of Life.